# حسناء بركات داود
حسناء بركات داود هي محامية جيبوتية ووزيرة سابقة.

## الحياة المهنية
كانت حسناء بركات داود وزيرة للشباب والرياضة والسياحة منذ عام 2010 في عهد الرئيس إسماعيل عمر جيلي.  وبصفتها هذه، مثلت جيبوتي في الاجتماع السادس للجنة التنفيذية لمنتدى أفق القرن الأفريقي الكبير في مايو/أيار 2010، والذي ناقش دور الشباب ووسائل الإعلام والمنظمات غير الحكومية في المنطقة.  كانت حسناء داود وزيرة للمرأة وتنظيم الأسرة ووزيرة للعلاقات مع البرلمان منذ عام 2012 على الأقل. وبصفتها مسؤولة عن المرأة وتنظيم الأسرة، استضافت مؤتمراً للجنة الاقتصادية للأمم المتحدة في أفريقيا بشأن القضاء على تشويه الأعضاء التناسلية للإناث (ختان الإناث) في فبراير/شباط 2014. أطلقت حسناء منتدى الهيئة الحكومية الدولية للتنمية حول المرأة والسلام في 25 أكتوبر 2015 في جيبوتي. وفي هذا الحدث، أكدت على دور المرأة في صنع السلام والتكامل الإقليمي والتنمية الاجتماعية والاقتصادية.  حضرت المؤتمر الدولي الثامن عشر حول الإيدز والأمراض المنقولة جنسياً في أفريقيا في هراري، زيمبابوي في ديسمبر 2015. 
تنحّت حسناء داود عن منصبيها الوزاريين في 15 مايو 2016.  وهي تمارس الآن مهنة المحاماة في العاصمة. 